# Zeepeterselie
Zeepeterselie is de benaming voor een mengsel van twee zeewieren, te weten palmwier (Palmaria palmate) en zeesla (Ulva lactuca). Samen vormen een mengsel dat als specerij en smaakmaker wordt toegepast in de keuken. 
Het woord zeepeterselie is afgeleid van het Franse Persil de la Mer en wordt veel in Bretagne gebruikt.
Palmwier is een tot de roodwieren (Rhodophyta) gerekend wier, zeesla behoort tot de groenwieren (Chlorophyta).

## Gebruik
Gedroogd en in vlokvorm wordt zeepeterselie gestrooid in warme en koude sauzen, over vis- en schaaldiergerechten en barbecues.